# Ole Bornemann Bull
För andra betydelser, se Ole Bornemann Bull (olika betydelser).
Ole Bornemann Bull, född den 31 augusti 1842 i Arendal, död den 10 april 1916, var en norsk läkare. Han var far till Anders Henrik Bull, Fredrik Rosing Bull och Jens Bull.
Bull avlade 1869 medicinsk ämbetsexamen. Redan under sin studietid valde han oftalmologin till specialitet och reste 1871 till Bergen för att studera ögonsjukdomar hos spetälska. Följande år studerade han oftalmiatrik vid Moorfields sjukhus och Oxfords universitet. Bull var 1873-1876 praktiserande läkare i Minneapolis, men återvände till Norge, var 1878-1881 reservläkare vid rikssjukhusets avdelning för hudsjuka och blev 1881 medicine doktor på en avhandling om De paa lues beroende pathologiske forandringer af øienbunden. Åren 1882-1885 var han universitetsstipendiat i oftalmologi. Originalteckningarna till sina vetenskapliga arbeten, en samling av 372 akvareller, som överallt väckte den största beundran, skänkte Bull till universitetet i Cambridge.